# Wannes Van Tricht
Wannes van Tricht (13 november 1993) is een Belgische voetballer die speelt voor FC Lebbeke.

## Carrière
Van Tricht maakte op 14 januari 2012 zijn debuut in de Jupiler Pro League bij KV Mechelen in de met 4-1 gewonnen thuiswedstrijd tegen RAEC Mons. Hij mocht in de 92ste minuut invallen voor de matchwinnaar Boubacar Diabang Dialiba, die twee van de vier doelpunten had gemaakt. Bij zijn eerste basisplaats, op 14 april 2012 in de Play-off II-wedstrijd tegen OH Leuven, maakte hij zijn eerste doelpunt in Eerste klasse.
Begin september 2015 werd zijn contract bij KV Mechelen ontbonden. Na een geslaagde passage bij Rupel Boom FC verkaste hij in juni 2016 naar SC Eendracht Aalst. Daar droeg hij in zijn eerste seizoen met zijn negen competitiedoelpunten een steentje bij tot de promotie naar Eerste klasse amateurs. Na zijn tweede seizoen bij Eendracht Aalst stapte hij over naar FCV Dender EH, waar hij slechts één seizoen bleef. Van Tricht tekende in 2019 bij KFC Duffel, maar halverwege het seizoen trok de club zich terug uit de competitie. Van Tricht vond onderdak bij FC Lebbeke.

## Statistieken
| Seizoen         | Club                 | Competitie             | Competitie | Competitie | Play-offs | Play-offs | Beker | Beker | Totaal | Totaal |
| Seizoen         | Club                 | Competitie             | Wed.       | Dlp.       | Wed.      | Dlp.      | Wed.  | Dlp.  | Wed.   | Dlp.   |
| --------------- | -------------------- | ---------------------- | ---------- | ---------- | --------- | --------- | ----- | ----- | ------ | ------ |
| 2011/12         | KV Mechelen          | Jupiler Pro League     | 1          | 0          | 4         | 1         | 0     | 0     | 5      | 1      |
| 2012/13         | KV Mechelen          | Jupiler Pro League     | 13         | 1          | 1         | 0         | 1     | 0     | 15     | 1      |
| 2013/14         | KV Mechelen          | Jupiler Pro League     | 1          | 0          | 0         | 0         | 0     | 0     | 1      | 0      |
| 2013/14         | → Verbroedering Geel | Tweede klasse          | 8          | 0          | 0         | 0         | 0     | 0     | 8      | 0      |
| 2014/15         | KV Mechelen          | Jupiler Pro League     | 4          | 0          | 0         | 0         | 1     | 0     | 5      | 0      |
| 2015/16         | KV Mechelen          | Jupiler Pro League     | 0          | 0          | 0         | 0         | 0     | 0     | 0      | 0      |
| 2015/16         | Rupel Boom FC        | Derde klasse A         | 26         | 5          | 0         | 0         | 0     | 0     | 26     | 5      |
| 2016/17         | Eendracht Aalst      | Tweede klasse amateurs | 28         | 9          | 6         | 0         | 5     | 0     | 39     | 9      |
| 2017/18         | Eendracht Aalst      | Eerste klasse amateurs | 18         | 1          | 0         | 0         | 3     | 0     | 21     | 1      |
| 2018/19         | FCV Dender EH        | Eerste klasse amateurs | 17         | 1          | 0         | 0         | 0     | 0     | 17     | 1      |
| Carrière totaal | Carrière totaal      | Carrière totaal        | 116        | 17         | 11        | 1         | 10    | 0     | 137    | 18     |